# Egerszalók
Egerszalók ist eine ungarische Gemeinde im Kreis Eger im Komitat Heves. Der Ort ist vor allem für seine Kalksinterterrassen bekannt.

## Geographie
Egerszalók liegt in Nordungarn, sieben Kilometer südwestlich des Stadtzentrums von Eger. Der Ort liegt auf etwa 150 Metern Höhe im Tal des Flusses Laskó, einem Nebenfluss der Theiß, der die Gemeinde in Nord-Süd-Richtung durchquert. Der Laskó wird drei Kilometer nördlich des Ortskerns zum 1,2 km² großen Egerszalóki víztározó aufgestaut.
Die Umgebung von Egerszalók ist vom Weinbau geprägt, der mit 420 Hektar Rebfläche knapp ein Fünftel des Gemeindegebiets einnimmt.

## Geschichte
Egerszalók wurde erstmals 1248 unter dem Namen terra Zolouk urkundlich erwähnt und war die Heimat des Adelsgeschlechts der Szalók, nach dem der Ort benannt wurde. Wahrscheinlich wurde bereits zur Zeit des Mongolensturms in der Gegend Wein angebaut. Zu Beginn der türkischen Herrschaft 1550 wurden im Dorf 17 Familien gezählt. Der Ort wurde während der folgenden zwei Jahrhunderte mehrfach entvölkert, aber jeweils bald wieder besiedelt. Ab 1579 trug er den Namen Egyházasszalók (von ung. egyház: Kirche).
1731 siedelten sich 31 Donauschwaben, ab Mitte des 18. Jahrhunderts auch vermehrt ethnische Ungarn in Egerszalók an. Das Dorf war landwirtschaftlich geprägt, wobei der Weinbau etwa ein Drittel der Anbaufläche ausmachte. Ende des 19. Jahrhunderts hatte Egerszalók den Status einer Großgemeinde inne und zählte 1338 Einwohner.
Nach dem Zweiten Weltkrieg wanderten zahlreiche Arbeitskräfte ins nahe gelegene Eger ab. Ab den 2000er Jahren kehrte sich dieser Trend wieder um. So stieg die Einwohnerzahl Egerszalóks zwischen 2011 und 2019 um etwa 150 Einwohner.

## Sehenswürdigkeiten

### Sinterterrassen

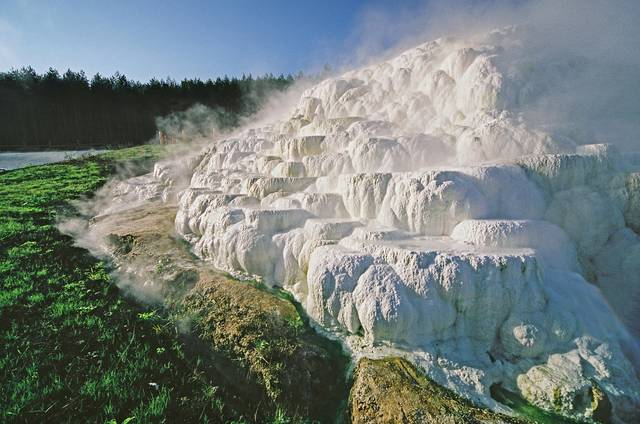
Sinterterrassen Anfang der 2000er-Jahre

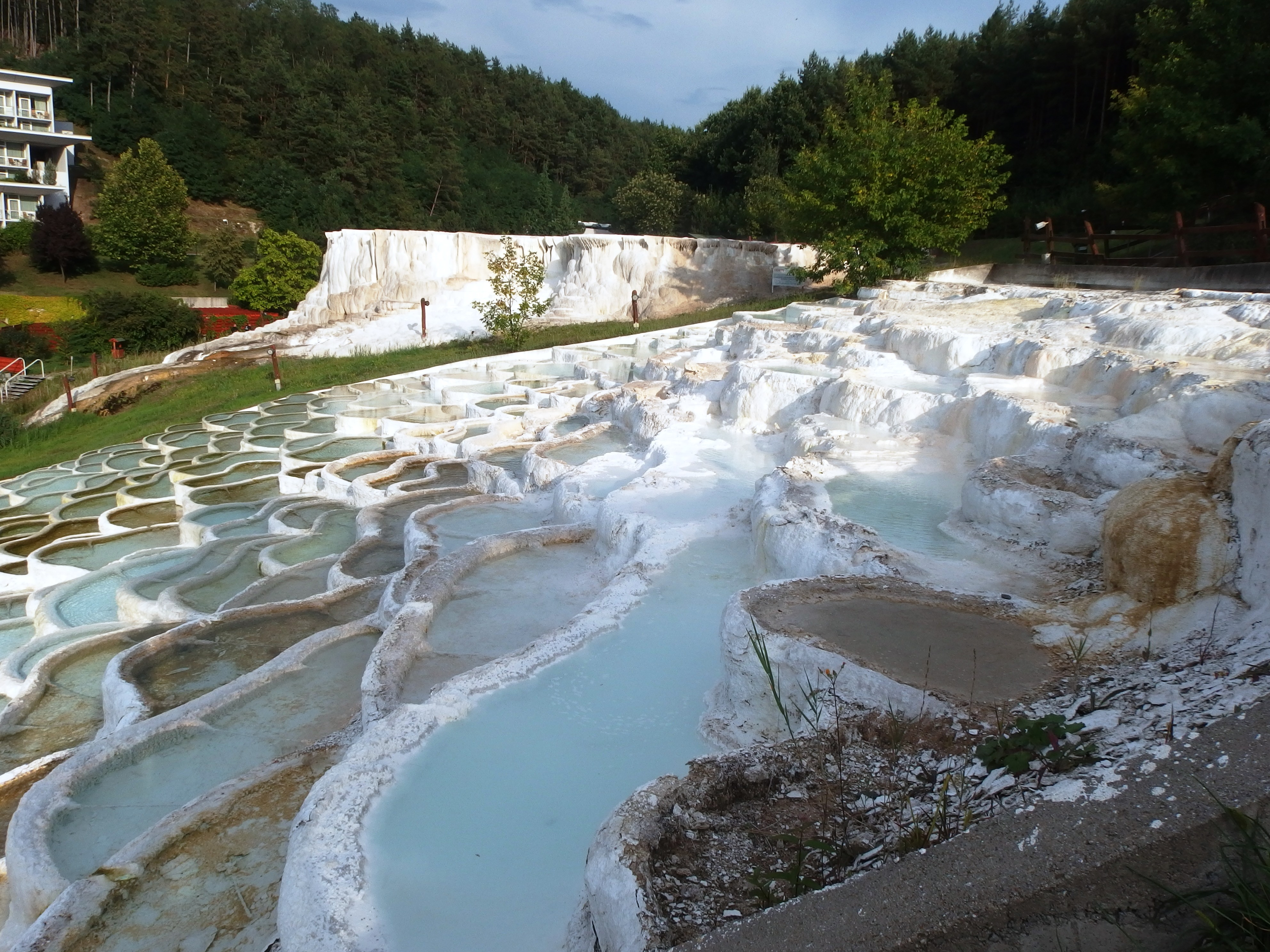
Sinterterrassen (2018)

Am südlichen Ortsrand von Egerszalók liegen die Sinterterrassen, die umgangssprachlich als Salzhügel (sódomb) bezeichnet werden. Sie entstehen seit 1961, als bei erfolglosen Probebohrungen auf der Suche nach Öl ein etwa 400 Meter tief liegendes Reservoir mit warmem Karstwasser erreicht wurde. Da sich das Bohrloch nicht wieder verschließen ließ, tritt an dieser Stelle seitdem zwischen 65 und 68 °C warmes Thermalwasser aus.
Durch den hohen Calciumgehalt des Wassers (etwa 630 mg/l) und den Druck- und Temperaturunterschied zwischen Reservoir und Oberfläche lagerte sich das Calcium an der Oberfläche in Form von Kalk ab (Fällung). Mithilfe von künstlich angelegten Kanälen wird das Wasser aus dem ehemaligen Bohrloch, das auf einer Anhöhe liegt, an wechselnde Stellen an den Hängen des Hügels transportiert. So entstanden im Laufe der Zeit die ausgedehnten Terrassen aus Travertin, die im Jahr 2013 eine Fläche von 822 Quadratmetern einnahmen. Gelegentlich werden sie in Anspielung auf die – deutlich älteren und größeren – Sinterterrassen in Pamukkale als „kleines“ oder „ungarisches Pamukkale“ bezeichnet.
Das Thermalwasser floss zunächst ungehindert den Hang hinunter, bevor es auf Initiative der Einwohner 1971 in einem mit Beton eingefassten Becken aufgefangen wurde. Dieses diente mehrere Jahrzehnte lang als rund um die Uhr öffentlich zugängliche Badestelle, bevor Mitte der 2000er-Jahre der heutige Hotel- und Thermalbadkomplex unterhalb der Sinterterrassen errichtet wurde. Das Thermalwasser stammt heute größtenteils aus der 1987 erschlossenen Mária-Quelle, deren Wasser 1992 als Heilwasser deklariert wurde.
Die Sinterterrassen wurden 1986 unter Naturschutz gestellt und später eingezäunt, um sie gegen Erosion zu schützen.

### Weitere Sehenswürdigkeiten
- Heil- und Thermalbad (Gyógy- és Thermal Fürdő), neben den Sinterterrassen und dem Hotel Saliris Resort
- Römisch-katholische Kirche Szűz Mária, erbaut 1738 im Barockstil, mit barocker Pfarrei (1831–1834)
- Römisch-katholische Kapelle Szent Vendel im Ortsteil Kristálydomb
- Marienstatue (Szűz Mária) aus dem Jahr 1946
- Freiluftaltar (Szabadtéri oltár), erschaffen von István Fodor
- Nepomuki-Szent-János-Statue aus dem Jahr 1800
- Höhlenwohnungen (Barlanglakások) in der Sáfrány utca
- Alte Steinbrücke (Öreg kőhíd) über den Fluss Laskó aus dem 19. Jahrhundert
- 1956er-Denkmal
- Sowjetisches Denkmal für Opfer des Krieges und sowjetische Soldatengräber
- Weltkriegsdenkmal (I. és II. világháborús emlékmű)

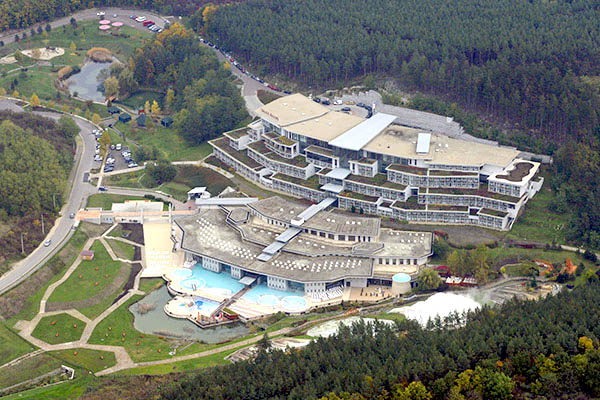
Thermalbad mit Hotelkomplex
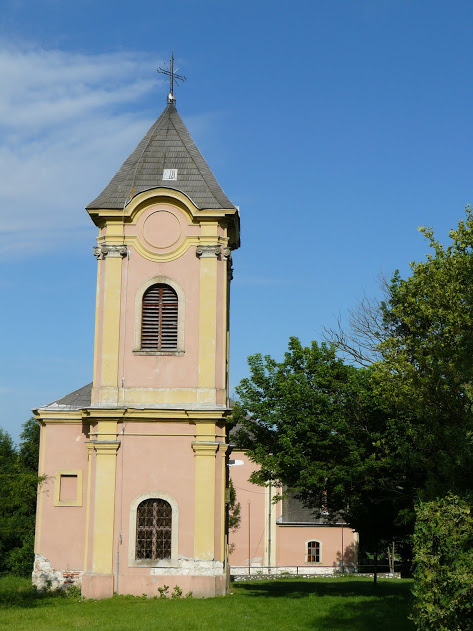
Röm.-kath. Kirche Szűz Mária

## Verkehr
Egerszalók ist über die Landstraße Nr. 2416 mit den Nachbarstädten Eger und Verpelét verbunden. Über Nebenstraßen sind außerdem die Nachbarorte Egerszólát und Demjén und die Hauptstraße Nr. 3 in Kerecsend erreichbar. Der nächste Bahnhof sowie der nächste Autobahnanschluss (an die M25) liegen jeweils sieben Kilometer entfernt in Eger.